# Warmer Corners
Warmer Corners è il nono album della band australiana dei The Lucksmiths, registrato fra novembre 2004 e febbraio 2005 e pubblicato il 2 agosto 2005 dalla Candle records.

## Lista tracce
1. "A Hiccup in Your Happiness" – 2:48
2. "The Music Next Door" – 4:33
3. "Great Lengths" – 3:28
4. "Now I'm Even Further Away" – 1:52
5. "The Chapter in Your Life Entitled San Francisco" – 4:29
6. "Sunlight in a Jar" – 3:22
7. "If You Lived Here, You'd Be Home Now" – 4:48
8. "Young and Dumb" – 3:27
9. "Putting It off and Putting It off" – 2:46
10. "I Don't Want to Walk Around Alone No More" – 3:09
11. "The Fog of Trujillo" – 4:15
12. "Fiction" – 4:40